# Anna Toss
Anna Toss, född 8 september 1962 i Stockholm, är en svensk författare, journalist och bloggare. Hon är dotter till Margareta Toss och Lukas Bonnier.
Tillsammans med sin make Peder Finnsiö grundade Toss FöräldraNätet (1997–2002, numera Allt för föräldrar). Sidan var en mötesplats med diskussionsforum vilka kompletterades med artiklar om föräldraskap ur ett modernt perspektiv. Sidan var tänkt att fungera som en motvikt till de traditionella föräldratidningarna. Sidan var en av de första i sitt slag och kom att inspirera flera andra liknande satsningar. FöräldraNätet blev snabbt populär och som mest fanns det 150 000 medlemmar varav många var mycket aktiva.
År 1999 tilldelades hon och Peder Finnsiö Stora Journalistpriset i kategorin "Nya medier" för att ha skapat en kombination av journalistik och aktiv nätgemenskap.